# Salim Ghazi Saeedi
Salim Ghazi Saeedi (1981-) est un compositeur et guitariste iranien dont la musique touche à une palette de genres allant du metal progressif et du jazz fusion au classique de chambre avant-gardiste, au rock électronique progressif et Rock in Opposition (RIO),,.
D'ailleurs certains critiques préfèrent le terme "art rock", et ont une approche minimaliste pour appréhender la musique

## Biographie
Salim Ghazi Saeedi, naît à Téhéran (Iran) en 1981. Il a commencé à pratiquer la guitare en 1999. Il a composé trois albums, "Abrahadabra" (2006), "Sovereign" (2007) and "Ustuqus-al-Uss" (2008 ) avec le groupe Arashk. Son quatrième album, "Iconophobic", sort en 2010, en son nom propre, et il y est à la fois compositeur, guitariste, claviériste, percussionniste, ingénieur du son et producteur. En 2011, il publie "Human Encounter".
Des critiques comparent le son de Salim à Univers Zero, Art Zoyd, John Zorn, Patrick O'Hearn, Mike Oldfield, Sufjan Stevens and The Enid, Djam Karet and Birdsongs of the Mesozoic, David Bedford, Richard Pinhas, ZNR, Mecano, Present, Aranis, toute la scène du rock de chambre belge, Anne Dudley and Jaz Coleman. Harmonie magazine a comparé son jeu de guitare avec celui de Robert Fripp.
Ses albums sont des albums conceptuels dans le genre rock progressif, avec une utilisation diversifiée des instruments, allant des instruments classiques à l'instrumentation rock et electro. Il se décrit lui-même comme un "constant improvisateur, que ce soit en jouant ou en composant.

## Discographie
- namoWoman - Salim Ghazi Saeedi (2012)
- Human Encounter - Salim Ghazi Saeedi (2011)
- Iconophobic - Salim Ghazi Saeedi (2010)
- Ustuqus-al-Uss - Arashk (2008)
- Sovereign - Arashk (2007)
- Abrahadabra - Arashk (2006)

## Influence Musicale
Ses principales influences: Jeff Beck, Charlie Clouser et Marty Friedman. À propos de son style de musique, salim dit: "Je n'ai jamais décidé de composer dans le genre progressif. J'ai seulement des goûts très éclectiques concernant ce que j'écoute... Sans doute est-ce une caractéristique du genre progressif, tu restes libre d'esprit et tu aboutis au progressif!"

## Sources
1. ↑  Windhawk, "Progarchives.com's review on Ustuqus-al-Uss album", ProgArchives, May 23, 2009
2. ↑  MP, "Albumbesprechung Salim Ghazi Saeedi - Iconophobic, Rezensator.de, 2010
3. 1 2 3  Lee Henderson, "Iconophobic Album Review", ProgNaut, October 13, 2010
4. ↑  Fred Trafton, Iconophobic Album Review", GEPR, Jun 2011
5. ↑  Gary Hill, Iconophobic Album Review", Music Street Journal, Issue 85, December 2010
6. ↑  Mr. Blue, Iconophobic Album Review", Music Waves webzine, Jun 2011
7. ↑  Steven Reid, "Iconophoaic Album Review", Sea of Tranquility, September 28th 2010
8. ↑  Siggy Zielinski, "Iconophobic Album Review", BabyBlaue.de prog-review, 17.10.2010
9. ↑  Harry 'JoJo' de Vries , "Iconophobic Album Review, Prog Opinions, 8.11.10
10. ↑  "Gary Hill, Iconophobic Album Review", Music Street Journal, Issue 85, December 2010
11. ↑  Peter van Haerenborgh, "Iconophobic Review", Progwereld, Mar 2011
12. ↑  Rob F., "Iconophobic Review", Leicester Bangs, Jun 2011
13. ↑  Philippe Gnana, "Iconophobic Review", Harmonie Magazine, #70, Nov 2010, p. 30
14. ↑  Salimworld.com Bio Page, salimworld.com
15. ↑  "Salimworld.com Bio Page, salimworld.com

## Liens Externes
- Site Officiel français
- Salim Ghazi Saïdi dans la presse française